# Papieski Wydział Teologiczny we Wrocławiu
Papieski Wydział Teologiczny we Wrocławiu (PWT, łac. Pontificia Facultas Theologica Wratislaviensis) – katolicka uczelnia teologiczna powstała w 1968 roku. Nawiązuje do tradycji Wydziału Teologii Katolickiej Uniwersytetu Wrocławskiego, który zaprzestał działalności w 1945 w wyniku decyzji władz państwowych o rozdziale wydziałów teologicznych od uniwersytetów.
Uczelnia posiada strukturę jednowydziałową, nauczającą w duchu katolickim. W jej skład wchodzą 4 instytuty i studium języków obcych. Ponadto wydział posiada własną bibliotekę naukową. Kształci studentów na studiach dziennych i zaocznych. Ma prawo nadawać stopnie naukowe licencjata po studiach licencjackich tzw. rzymskich (2-letnie po magisterium), doktora nauk teologicznych, doktora habilitowanego nauk teologicznych oraz popierać wniosek o nadanie tytułu naukowego profesora nauk teologicznych.
Aktualnie według stanu na rok akademicki 2019/2020 zatrudnionych jest 63 nauczycieli akademickich (z czego 10 na stanowisku profesora zwyczajnego, 14 na stanowisku profesora nadzwyczajnego, 30 na stanowisku adiunkta, 1 na stanowisku starszego wykładowcy, 1 na stanowisku asystenta oraz 7 lektorów). Wrocławski wydział ponadto współpracuje z emerytowanymi pracownikami naukowymi, których autorytet wspiera zarówno proces dydaktyczny, jak i przede wszystkim wymianę międzynarodową.

## Historia
Wydział jest kontynuatorem tradycji wydziału teologicznego Akademii Leopoldyńskiej utworzonej w 1702 roku we Wrocławiu. Po II wojnie światowej polskie władze Uniwersytetu Wrocławskiego i Politechniki Wrocławskiej nie udzieliły poparcia staraniom o kontynuację wydziału teologicznego. W 1964 roku Kongregacja ds. Seminariów i Uniwersytetów Stolicy Apostolskiej wyraziła zgodę na utworzenie we Wrocławiu Akademickiego Studium Teologicznego, uznając je następnie za kontynuację funkcjonującego na niemieckim Uniwersytecie Wrocławskim katolickiego wydziału teologicznego i przekazując mu wszystkie przywileje zlikwidowanego wydziału. W latach 1968–1974 ks. prof. dr hab. Józef Majka stworzył właściwe struktury na Fakultecie. W 1974 roku uczelnia otrzymała miano papieski i odtąd pełna nazwa brzmi Papieski Wydział Teologiczny we Wrocławiu. W 1981 roku uczelnia otrzymała osobowość prawną, a w 1989 roku uznana została przez władze państwowe i zaliczona do grona szkół wyższych w Polsce.
6 czerwca 2001 roku Wydział otrzymał status uczelni członkowskiej Konferencji Rektorów Akademickich Szkół Polskich (KRASP), a w grudniu 2001 roku pozytywnie zakończył procedurę akredytacyjną dla kierunku teologia pod nadzorem Uniwersyteckiej Komisji Akredytacyjnej z Uniwersytetu im. Adama Mickiewicza w Poznaniu.
W 2018 uczelnia została uhonorowana Śląską Nagrodą im. Juliusza Ligonia.

## Ogród Papieskiego Wydziału Teologicznego
Obok PWT, przy ul. Katedralnej 9 znajduje się Ogród Papieskiego Wydziału Teologicznego. Poza Ogrodem Botanicznym to największy ogród znajdujący się na Ostrowie Tumskim. To ogród kwaterowy, zaprojektowany w stylu renesansowym, na płaskim terenie. Swoim stylem nawiązuje do dawnego Pałacu Arcybiskupiego. Z Ogrodu PWT rozpościera się widok na Odrę. 
Każdego roku w Ogrodzie Papieskiego Wydziału Teologicznego odbywają się koncerty oraz pikniki rodzinne. Znajduje się tam również kawiarnia.

## Władze (kadencja od 2022)

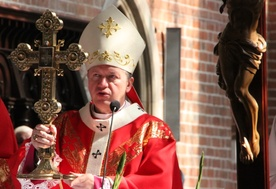
ks. dr abp Józef Kupny, metropolita wrocławski i aktualny Wielki Kanclerz PWT we Wrocławiu

- Wielki Kanclerz: ks. abp dr Józef Kupny
- Rektor: ks. prof. dr hab. Sławomir Stasiak,
- Prorektor ds. naukowo-dydaktycznych: ks. dr hab. Dominik Ostrowski, prof. PWT
- Prorektor ds. studenckich: ks. dr hab. Norbert Jerzak
- Prorektor ds. promocji i rozwoju: ks. dr hab. Rafał Kowalski

## Poczet rektorów
- 1968-1970: bp Paweł Latusek
- 1970-1988: ks. prof. dr hab. Józef Majka
- 1988-1992: ks. prof. dr hab. Jan Krucina
- 1992-2004: ks. prof. dr hab. Ignacy Dec
- 2004-2007: ks. prof. dr hab. Józef Pater
- 2007-2012: ks. prof. dr hab. Waldemar Irek
- 2012-2014: ks. dr hab. Andrzej Tomko, prof. PWT
- 2014-2022: ks. prof. dr hab. Włodzimierz Wołyniec
- Od 2022: ks. prof. dr hab. Sławomir Stasiak[12]

## Poczet prorektorów
- 1968-1988: ks. prof. dr hab. Jan Krucina

### ds. naukowo-dydaktycznych
- 1988-1997: ks. prof. dr hab. Józef Swastek
- 1998-2001: ks. prof. dr hab. Andrzej Siemieniewski
- 2001-2007: ks. prof. dr hab. Wiesław Wenz
- 2007-2009: ks. dr hab. Andrzej Małachowski
- 2009-2014: o. prof. dr hab. Kazimierz Lubowicki OMI
- 2014-2022: ks. dr hab. Rajmund Pietkiewicz, prof. PWT
- od 2022: ks. dr hab. Dominik Ostrowski, prof. PWT

### ds. studenckich
- 1998-2001: o. prof. dr hab. Piotr Liszka CMF
- 2001-2004: ks. prof. dr hab. Józef Pater
- 2004-2007: ks. prof. dr hab. Włodzimierz Wołyniec
- 2007-2010: ks. dr hab. Andrzej Tomko, prof. PWT
- 2010-2014: ks. prof. dr hab. Stanisław Araszczuk
- 2014-2022: ks. dr hab. Jerzy Tupikowski, prof. PWT
- od 2022: ks. dr hab. Norbert Jerzak

### ds. promocji i współpracy z zagranicą
- 2014-2022: ks. dr hab. Sławomir Stasiak, prof. PWT

### ds. promocji i rozwoju
- od 2022: ks. dr hab. Rafał Kowalski

## Struktura organizacyjna

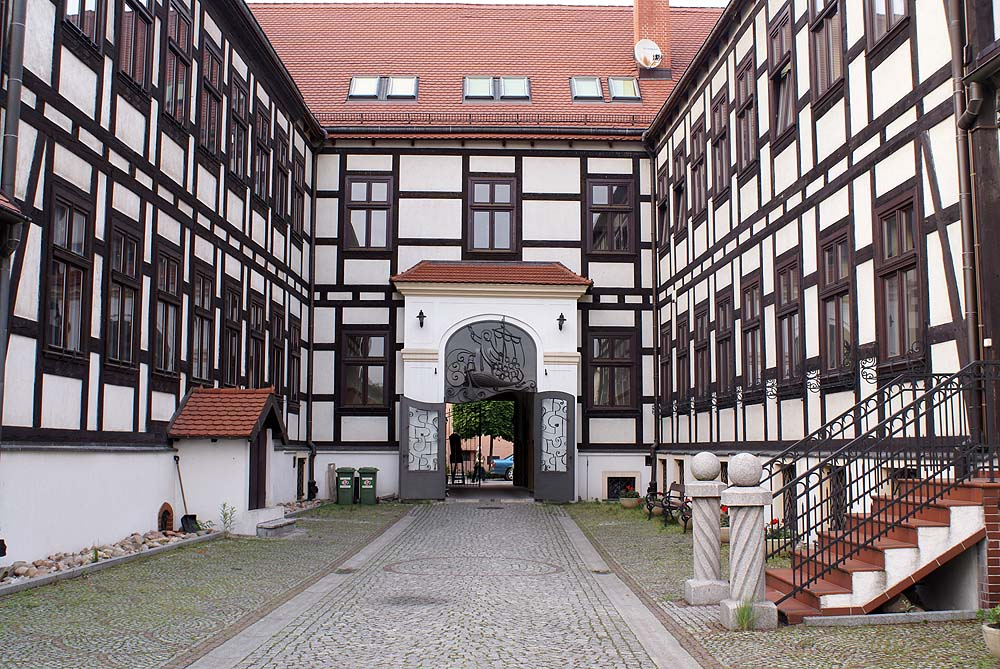
Dziedziniec PWT we Wrocławiu

### Instytut Filozofii Chrześcijańskiej i Nauk Społecznych
Dyrektor: ks. dr hab. Jerzy Tupikowski, prof. PWT
Kontakt:
ul. Katedralna 9, 50-328 Wrocław
Instytut Filozofii Chrześcijańskiej i Nauk Społecznych PAT we Wrocławiu dzieli się na 8 katedr:
- Katedra Metafilozofii
  - Kierownik: ks. dr hab. Piotr Mrzygłód, prof. PWT
- Katedra Filozofii Systematycznej
  - Kierownik: ks. dr hab. Jerzy Tupikowski, prof. PWT
- Katedra Pedagogiki Ogólnej
  - Kierownik: ks. dr hab. Andrzej Tomko, prof. PWT
- Katedra Pedagogiki Społecznej
  - Kierownik: ks. dr hab. Robert Zapotoczny
- Katedra Historii Wychowania
  - Kierownik: dr hab. Kazimiera Jaworska, prof. PWT
- Katedra Katolickiej Nauki Społecznej i Etyki Politycznej
  - Kierownik : o. dr hab. Kazimierz Papciak SSCC, prof. PWT
- Katedra Komunikacji Religijnej
  - Kierownik: ks. dr hab. Rafał Kowalski

### Instytut Historii Kościoła i Teologii Pastoralnej

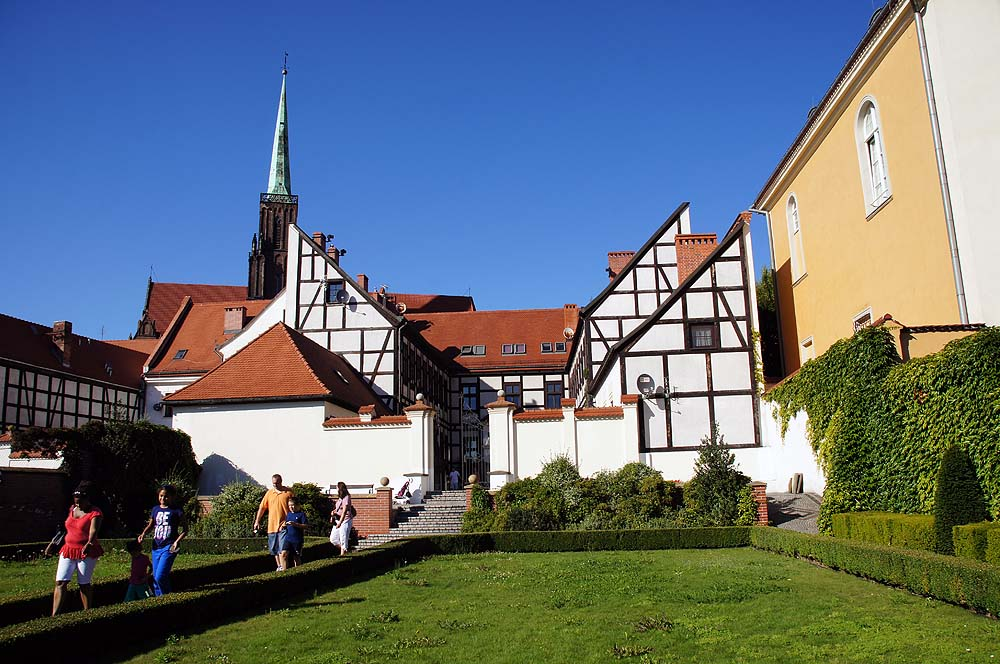
Widok od strony ogrodu na Papieski Wydział Teologiczny

Dyrektor: ks. prof. dr hab. Mieczysław Kogut
Kontakt:
ul. Katedralna 9, 50-328 Wrocław
Instytut Historii Kościoła i Teologii Pastoralnej PAT we Wrocławiu dzieli się na 7 katedr:
- Katedra Historii Kościoła w Starożytności i Średniowieczu oraz Patrologii
  - Kierownik: ks. prof. dr hab. Mieczysław Kogut
- Katedra Historii Kościoła w Czasach Nowożytnych i Współczesnych
  - Kierownik: ks. dr hab. Norbert Jerzak
- Katedra Nowej Ewangelizacji
  - Kierownik: ks. dr hab. Bogusław Drożdż, prof. PWT
- Katedra Teologii Pastoralnej Szczegółowej
  - Kierownik: ks. dr hab. Bogdan Giemza SDS, prof. PWT
- Katedra Prawa Kanonicznego i Prawa Wyznaniowego
  - Kierownik: ks. prof. dr hab. Wiesław Wenz
- Katedra Katechetyki
  - Kierownik: ks. dr hab. Piotr Sroczyński, prof. PWT
- Katedra Liturgiki, Homiletyki i Kultury Muzycznej Kościoła
  - Kierownik: ks. prof. dr hab. Stanisław Araszczuk

### Instytut Nauk Biblijnych
Dyrektor: ks. prof. dr hab. Mariusz Rosik
Kontakt:
ul. Katedralna 9, 50-328 Wrocław
Instytut Nauk Biblijnych PAT we Wrocławiu dzieli się na 4 katedry:
- Katedra Egzegezy Starego Testamentu
  - Kierownik: ks. dr hab. Rajmund Pietkiewicz, prof. PWT
- Katedra Egzegezy Nowego Testamentu
  - Kierownik: ks. dr hab. Jan Klinkowski, prof. PWT
- Katedra Teologii Starego Testamentu
  - Kierownik: ks. prof. dr hab. Sławomir Stasiak
- Katedra Teologii Nowego Testamentu
  - Kierownik: ks. prof. dr hab. Mariusz Rosik

### Instytut Teologii Systematycznej

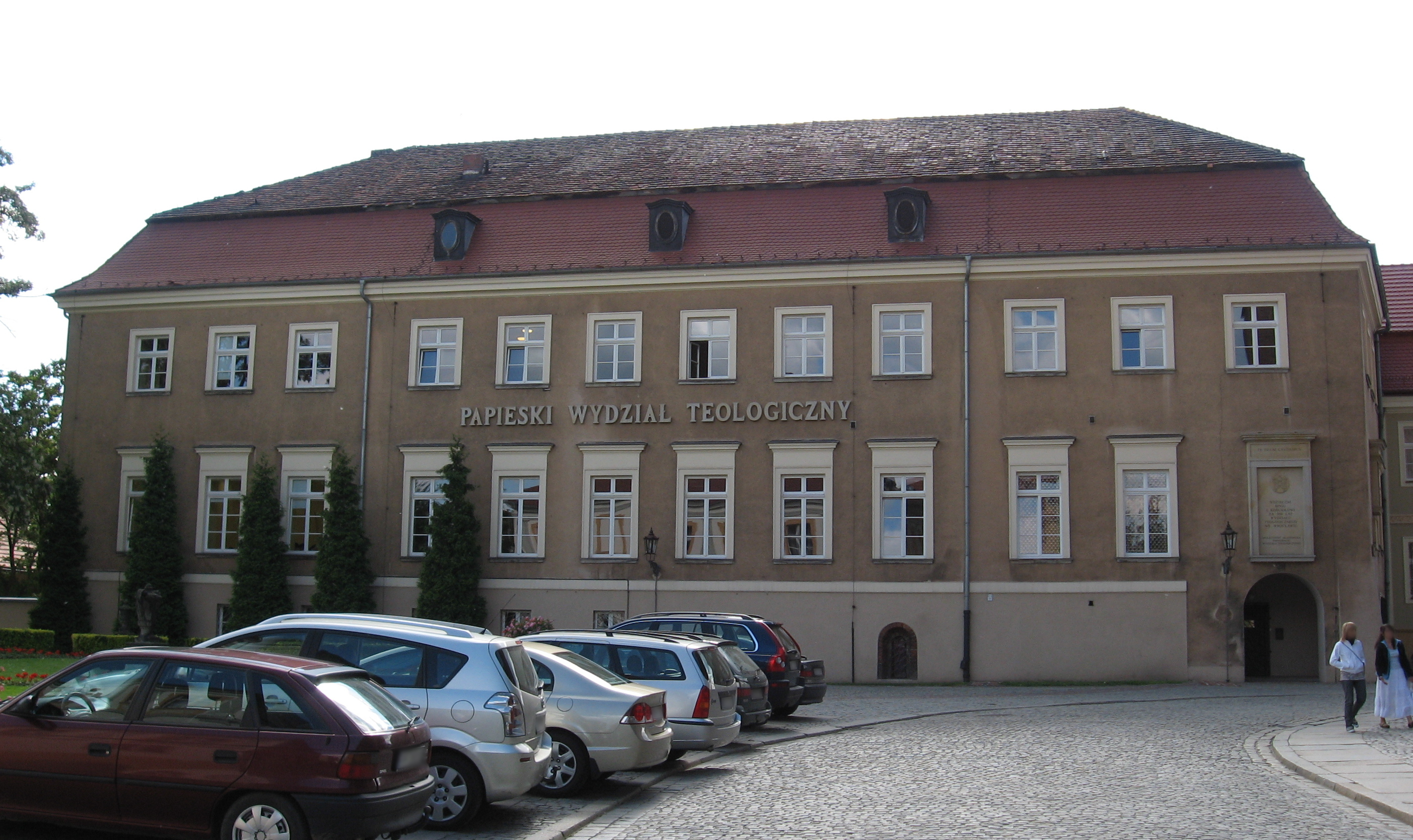
Budynek dydaktyczny PWT we Wrocławiu

Dyrektor: o. prof. dr hab. Kazimierz Lubowicki OMI
Kontakt: ul. Katedralna 9, 50-328 Wrocław

Instytut Teologii Systematycznej PWT we Wrocławiu dzieli się na 10 katedr:
- Katedra Teologii Fundamentalnej i Religiologii
  - Kierownik: ks. dr hab. Roman Słupek SDS
- I Katedra Teologii Dogmatycznej
  - Kierownik: ks. prof. dr hab. Włodzimierz Wołyniec
- II Katedra Teologii Dogmatycznej
  - Kierownik: ks. prof. dr hab. Bogdan Ferdek
- Katedra Eklezjologii i Sakramentologii
  - Kierownik: ks. dr hab. Jacek Froniewski
- Katedra Ekumenizmu i Dialogu Międzykulturowego
  - Kierownik: ks. dr hab. Jarosław Lpiniak
- Katedra Teologii Moralnej
  - Kierownik: ks. dr hab. Andrzej Szafulski
- Katedra Teologii Duchowości
  - Kierownik: ks. bp prof. dr hab. Andrzej Simieniewski
- Katedra Duchowości Kapłańskiej i Życia Konsekrowanego
  - Kierownik: ks. bp prof. dr hab. Jacek Kiciński CMF
- Katedra Teologii Małżeństwa i Rodziny
  - Kierownik: o. prof. dr hab. Kazimierz Lubowicki OMI

### Studium Języków Biblijnych i Nowożytnych
Funkcję kierownika Studium Języków Biblijnych i Nowożytnych pełni ks. dr Ryszard Zawadzki. Jednostka ta zajmuje się organizacją kursów języków starożytnych takich jak: hebrajski, grecki oraz łaciński, a także nowożytnych: angielski, niemiecki, włoski, francuski) dla studentów Papieskiego Wydziału Teologicznego we Wrocławiu. W lektoratach odpłatnie mogą również uczestniczyć osoby spoza uczelni za dodatkową opłatą.

## Biblioteka
Papieski Wydział Teologiczny we Wrocławiu posiada własną bibliotekę naukową. Została ona powołana do życia w 1947 roku jako Biblioteka Wyższego Seminarium Duchownego we Wrocławiu, przejmując niemal w całości księgozbiór biblioteki przedwojennego konwiktu seminarium duchownego, mieszczącego się w budynku przy pl. Katedralnym 14. Na przełomie lat 50. i 60. XX wieku nastąpił znaczny rozwój jej zasobu bibliotecznego. Współcześnie wynosi on 164 tysiące jednostek, a do najcenniejszych z nich należy m.in. cerkiewnosłowiański zbiór ksiąg liturgicznych. Biblioteka obecnie mieści się przy pl. Katedralnym 5a we Wrocławiu. Jej dyrektorem jest ks. dr Jerzy Witczak.

## Pozostałe jednostki

### Biuro Karier
Papieski Wydział Teologiczny we Wrocławiu posiada Akademickie Biuro Karier. Jego zadaniem jest udzielanie porad indywidualnych absolwentom uczelni dotyczących: ofert pracy, wolontariatu, stażu oraz praktyk. Udziela porad dotyczących zakładania własnej działalności gospodarczej i pozyskiwania na nie dotacji. Jednostka ta na mocy porozumienia międzyuczelnianego ściśle współpracuje z Biurem Karier Uniwersytetu Ekonomicznego we Wrocławiu.

### Biuro Promocji
Głównym celem Biura Promocji Papieskiego Wydziału Teologicznego we Wrocławiu jest realizacja strategii informacyjnej uczelni oraz promocja jej działalności akademickiej, jak również aktualnej i przyszłej oferty edukacyjnej.

## Afiliacja
W ramach Papieskiego Wydziału Teologicznego we Wrocławiu (na zasadzie afiliacji) funkcjonują również:
- Metropolitalne Wyższe Seminarium Duchowne we Wrocławiu
- Wyższe Seminarium Duchowne Franciszkanów we Wrocławiu
- Wyższe Seminarium Duchowne Salwatorianów w Bagnie
- Wyższe Seminarium Duchowne w Legnicy
- Wyższe Seminarium Duchowne w Świdnicy
- Instytut Filozoficzno-Teologiczny im. Edyty Stein w Zielonej Górze
- filia w Legnicy (dla studentów świeckich – studia dzienne)
- filia w Świdnicy (dla studentów świeckich – studia zaoczne).

## Kierunki kształcenia

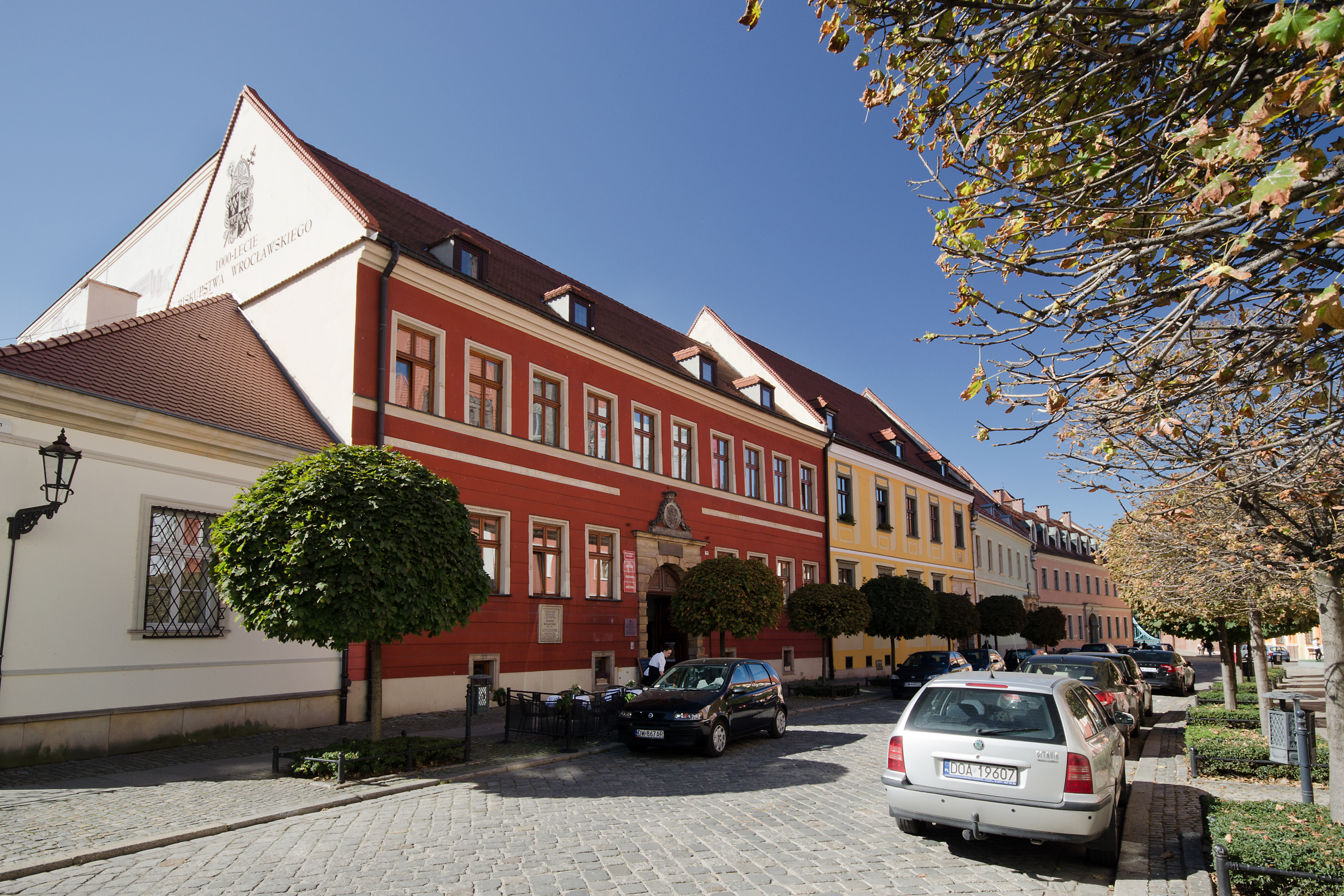
Rektorat PWT we Wrocławiu widok od strony archikatedry

Aktualnie od roku akademickiego 2020/2021 Papieski Wydział Teologiczny we Wrocławiu kształci studentów na jednolitych studiach magisterskich w ramach studiów stacjonarnych na następujących kierunkach:
- teologia
  - kapłańska (cykl A) – trwa 6 lat i kończy się dodatkowo uzyskaniem święceń
  - dla świeckich (cykl B) – trwa 5 lat, studia kierowane do członków instytutów życia konsekrowanego i stowarzyszeń życia apostolskiego
- pedagogika[27]
  - trwają 5 lat
  - profil pedagogiki przedszkolnej i wczesnoszkolnej

Ponadto uczelnia oferuje studia drugiego stopnia (magisterskie uzupełniające), trwające 2 lata, które są adresowane do absolwentów posiadających tytuł zawodowy licencjata na kierunku pedagogika o następujących specjalnościach:
- pedagogika opiekuńczo-wychowawcza z terapią pedagogiczną
- pedagogika osób starszych

W ramach studiów niestacjonarnych wydział prowadzi jednolite studia magisterskie na kierunku teologia, trwające 5 lat. Przeznaczone są one dla osób świeckich. W trakcie kształcenia nie ma możliwości uzyskania po 3 latach licencjatu zawodowego z teologii. Ich absolwenci po przedstawieniu pracy oraz po złożeniu egzaminu ex universa theologia i egzaminu magisterskiego, otrzymują stopień magistra teologii.
Dodatkowo wrocławski Papieski Wydział Teologiczny oferuje również studia podyplomowe:
- Podyplomowe Studia Teologiczne/Teologiczno-Katechetyczne
- Podyplomowe Studia Katechezy Przedszkolnej
- Kwalifikacyjne Podyplomowe Studia Nauk o Rodzinie
- Kwalifikacyjne Podyplomowe Studia Filozoficzno-Etyczne
- Podyplomowe Studia Psychoterapii
- Podyplomowe Studia Teologii Życia Konsekrowanego
- Podyplomowe Studia Turystyki Biblijnej
- Kwalifikacyjne Podyplomowe Studia Pedagogiki Opiekuńczej i Pracy z Rodziną

Od 1 października 2019 roku Papieski Wydział Teologiczny we Wrocławiu oferuje dwie ścieżki, trwające 3 lata, które umożliwiają uzyskanie stopnia naukowego doktora teologii:
- Szkoła doktorska PWT
- Specjalistyczne Studia Teologiczne

Papieski Wydział Teologiczny we Wrocławiu posiada prawo do nadawania następujących stopni naukowych w dziedzinie teologii:
- doktora w dyscyplinie nauki teologiczne
- doktora habilitowanego w dyscyplinie nauki teologiczne

## Uniwersytet Trzeciego Wieku
W 2009 roku decyzją ks. arcybiskupa Mariana Gołębiewskiego – Wielkiego Kanclerza Papieskiego Wydziału Teologicznego we Wrocławiu, powołany został do życia w tej uczelni Uniwersytet Trzeciego Wieku, będący formą edukacji seniorów. W 2011 roku otrzymał on imię Jana Pawła II. Ta placówka edukacyjna, którą kieruje od czasu jej powstania ks. prof. nadzw. dr hab. Henryk Szeloch, służy powiększeniu intelektualnej i duchowej sprawności osób starszych. W programie jej zajęć znajdują się wykłady z: teologii, filozofii, psychologii, pedagogiki i prawa, pielgrzymki, wyjścia i wyjazdy edukacyjne, zajęcia o charakterze integracyjnym i kulturalnym. Uniwersytet Trzeciego Wieku w Papieskim Wydziale Teologicznym we Wrocławiu ma 360 słuchaczy i 233 absolwentów. Zajęcia na nim odbywają się dwa razy w miesiącu: w drugą i czwartą sobotę miesiąca.

## Wydawnictwa
Papieski Wydział Teologiczny we Wrocławiu jako uczelnia akademicka posiada własne Wydawnictwo Naukowe. W ramach tego wydawnictwa wydawany jest m.in:
- "Wrocławski Przegląd Teologiczny", którego redaktorem naczelnym jest ks. dr hab. Sławomir Stasiak, prof. PWT[34],
- "Sympozja i Sesje Naukowe", na czele którego stoi aktualnie ks. prof. dr hab. Włodzimierz Wołyniec.

Do pozostałych czasopism należą: "Theo Doctores", "Informator", "Biuletyn", "Colloquium Salutis" oraz "Nasz Fakultet".

## Doktoraty honoris causa

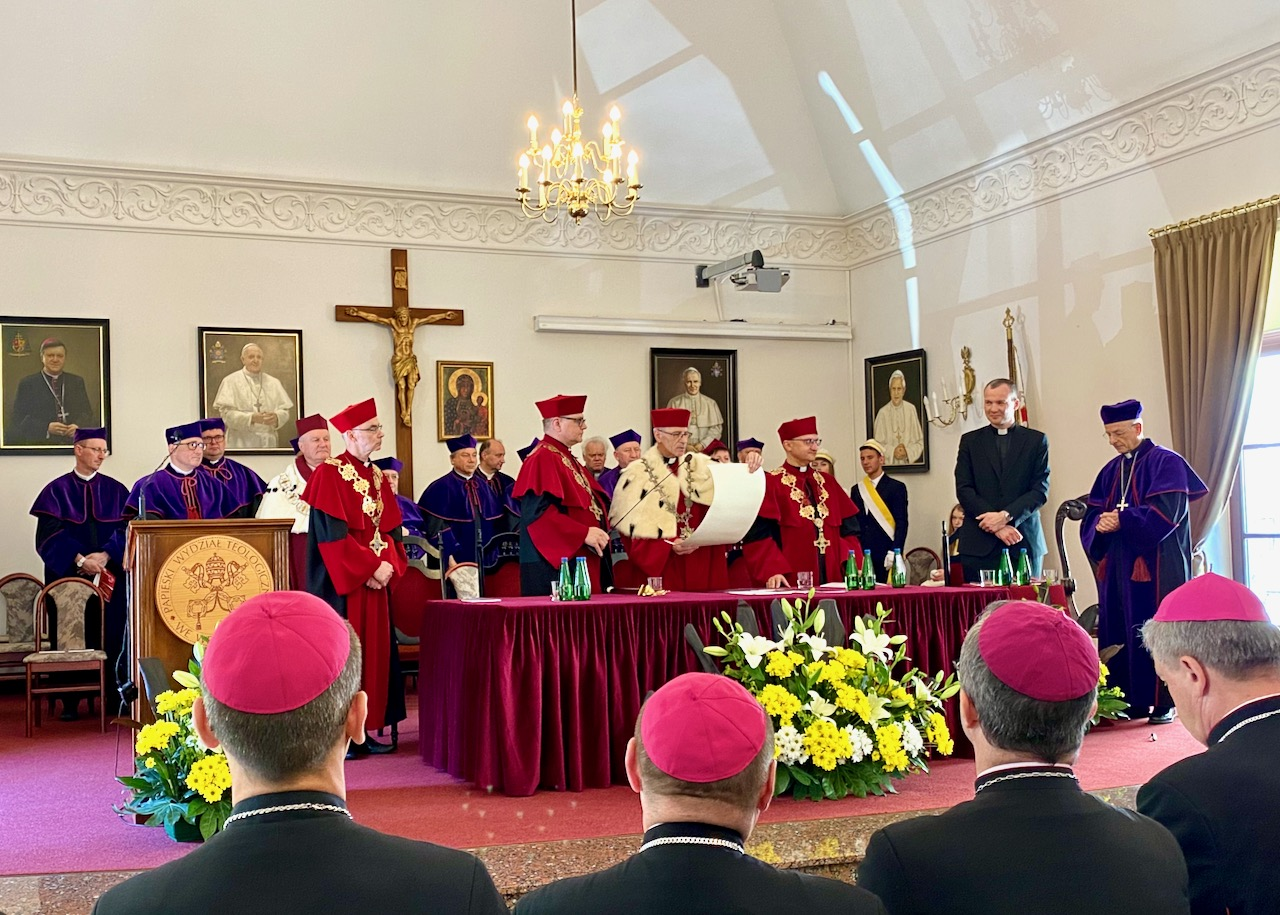
Ks. prof. Włodzimierz Wołyniec w trakcie odczytywania laudacji podczas wręczania doktoratu honoris causa PWT ks. prof. Fernando Ocáriz Braña (2022)

Najważniejszą godnością przyznawaną przez Papieski Wydział Teologiczny we Wrocławiu jest tytuł doktora honoris causa. Nadawany jest on przez Radę Wydziału po uzyskaniu zgody Wielkiego Kanclerza i nihil obstat Stolicy Apostolskiej. Dotychczas godność tę otrzymali:
- 02.02.1996 – ks. kard. Henryk Gulbinowicz
- 08.10.1996 – ks. kard. Joachim Meisner
- 17.10.1998 – ks. abp Johannes Joachim Degenhardt
- 11.01.2000 – dr Helmut Kohl
- 27.10.2000 – ks. kard. prof. Joseph Ratzinger
- 15.05.2002 – prof. zw. dr hab. Jan Kmita
- 15.05.2002 – ks. prof. zw. dr hab. Jan Kowalski
- 08.10.2002 – prof. dr Herbert Schambeck
- 09.10.2002 – ks. kard. Angelo Sodano
- 07.10.2003 – prof. zw. dr hab. Franciszek Ziejka
- 10.10.2006 – ks. kard. prof. dr hab. Marian Jaworski
- 15.11.2007 – ks. abp prof. zw. dr hab. Alfons Nossol
- 15.11.2007 – ks. prof. zw. dr hab. Stanisław Olejnik
- 13.11.2008 – ks. abp prof. UKSW dr hab. Marian Gołębiewski
- 10.05.2009 – ks. kard. prof. zw. dr hab. Stanisław Nagy SCJ
- 11.02.2010 – ks. kard. prof. Tarcisio Bertone SDB
- 28.01.2011 – ks. prof. zw. dr hab. Czesław Bartnik
- 28.01.2011 – ks. prof. zw. dr hab. Stanisław Kowalczyk
- 10.10.2011 – ks. abp Józef Kowalczyk
- 16.04.2012 – ks. prof. zw. dr hab. Marian Rusecki
- 28.01.2013 – ks. prof. zw. dr hab. Paweł Góralczyk SAC
- 29.06.2015 – ks. abp Celestino Migliore
- 13.11.2015 – ks. kard. prof. Gerhard Ludwig Müller
- 24.06.2019 – ks. bp prof. Ignacy Dec
- 22.06.2022 – ks. prof. Fernando Ocáriz Braña[39]